# Juan Sin Ropa
Juan Sin Ropa es una película sin sonido de Argentina filmada en blanco y negro dirigida por Georges Benoît sobre el guion de José González Castillo que se estrenó el 8 de enero de 1919 y tuvo como actores principales a Julio Scarcella, Camila Quiroga y Héctor Quiroga. La película se exhibió también en Estados Unidos, Francia y muchos otros países, incluida España, donde hubo una exhibición especial ante la corte de Alfonso XIII antes de su estreno en el Comedia, de Madrid.

## Producción
Héctor Quiroga, que había sido jefe de publicidad de Max Gluksmann, creó con su esposa, la actriz Camila Quiroga, la productora de películas Platense Film. En 1917 se asoció con el director de fotografía francés Georges Benoît y el sello pasó a ser Quiroga-Benoît Film que produjo varias películas, incluyendo ¿Hasta donde?, dirigida por el director francés Paul Castellani, estrenada ese año, y Juan Sin Ropas. Este último significó una innovación en el cine argentino tanto por su sistema de producción como por la utilización sistemática por Benoît de los recursos vigentes en ese momento en el cine estadounidense, que el director manejo con pericia, lo que se nota especialmente en las escenas de masas como las de la asamblea de los obreros o la represión policial. 

## Sinopsis
Ponce, un trabajador proveniente del campo, se emplea en un frigorífico y llega a ser un dirigente sindical. Escapando a la represión policial durante una huelga es ayudado por una joven, que es justamente la hija del dueño del frigorífico. Ponce vuelve al campo, donde adquiere prestigio como colono y comienza a bregar por los intereses de los colonos, en especial contra los comerciantes de granos pero también contra el caudillo político del lugar. Mientras tanto, aquella joven que lo había ayudado es infeliz en su matrimonio con un cerealista que finalmente es asesinado. Ponce evitará el despojo a la joven viuda incitado por el hermano de esta y ambos  podrán realizar su anhelo de dicha.

## Reparto
Colaboraron en el filme los siguientes intérpretes:
- Julio Scarcella …esposo de la hija del empresario
- Camila Quiroga …hija del empresario
- Héctor Quiroga ---Ponce
- Lalo Bouhier …hijo del empresario
- Alfredo Carrizo …obrero

## Críticas
Domingo Di Núbila dice que la película 

”…fue concebida como una especie de paráfrasis de Santos Vega y otros de sus propósitos consistió en desmentir ‘la falsa versión de la indolencia criolla’…llaman la atenciónla calidad de las imágenes y el ajustado montaje…que también en lo artístico fue un film de avanzada pese a inevitables derivaciones folletinescas de su trama y a puerilidades que en 1920 aun no habían sido superadas….Buenos Aires y la pampa…le dan ambiente; carne y cereales, riquezas del país, están en sus fotogramas, y por sobre todo palpitan en ella las conmociones espirituales y el fermento reivindicatorio de una época argentina en que el hombre de trabajo se alzaba contra la exclusión del sistema económico imperante.”

Lucio Mafud opina que el filme:

"… propone la superación del conflicto entre el capital y el trabajo por medio de la conciliación de clases, expresada en el amor entre la “niña bien”, sensible al sufrimiento de los pobres, y el antiguo proletario Juan Ponce, que se transforma progresivamente en un hombre pudiente…Por lo tanto, el film expresa una tendencia reformista que cuestiona todo “extremismo”, ya sea el de los insensibles patrones o el de los violentos dirigentes sindicales, y exalta…  la reivindicación del trabajo como forma de ascenso social. De esta forma…puede tornarse representativo de amplias tendencias políticas…desde el radicalismo yrigoyenista, el partido socialista y el sindicalismo reformista, hasta la preocupación social de la iglesia católica contenida en la encíclica Rerum novarum, e incluso algunos sectores de la Liga Patriótica.

Héctor Kohen escribe sobre la película:

”…es la primera en abordar la realidad social -la gran huelga de los frigoríficos en este caso- como tema. Pero no es una película revolucionaria. Es una película burguesa. En esto también es la primera. El film retoma las ideas y esperanzas de los sectores medios, muchos de ellos inmigrantes, de lograr una fortuna mediante el trabajo en la nueva tierra.”

Jorge Miguel Couselo opinó que Juan sin ropa es:

”… el primer film nacional de franca apertura a un cine social…Hasta parecía anticipar, la epicidad proletaria que cobraría fuerza casi enseguida en célebres películas extranjeras”.

Según Fernando Martín Peña:

”Se trata de un film sorprendente por la modernidad de su puesta en escena, el uso expresivo de sus primeros planos y el dinamismo de su montaje, que anticipa experiencias vanguardistas europeas posteriores, como las de Abel Gance. El historiador británico Kevin Brownlow llegó a afirmar que la resolución formal de la secuencia de la huelga le parece muy superior a la escena similar que puede verse en el comienzo de Intolerancia”.